# Belvoir-Park-Gesellschaft

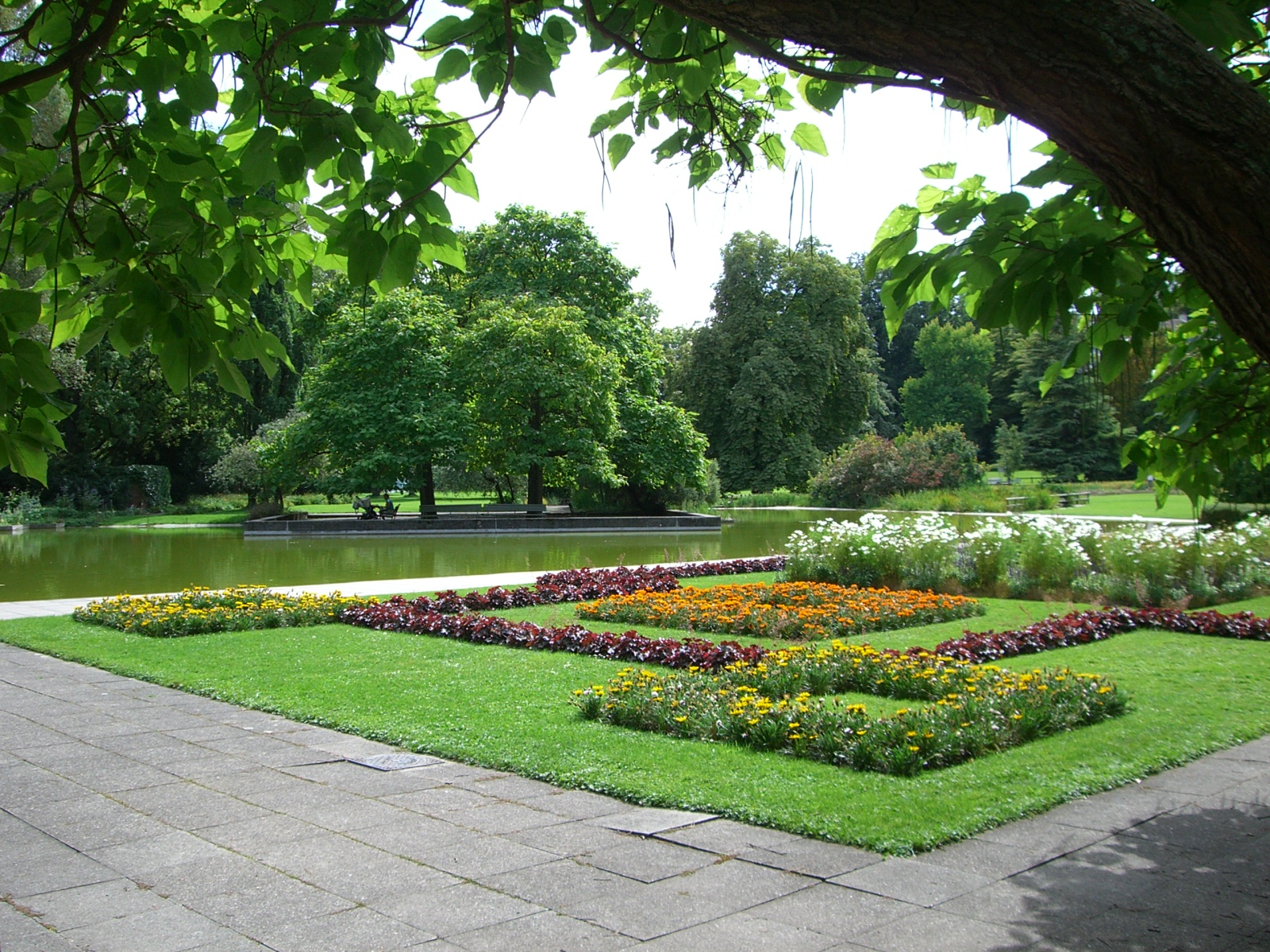
Belvoirpark (2011)

Die Belvoir-Park-Gesellschaft wurde 1891 gegründet, um den Belvoirpark vor dem Verkauf zu schützen und ihn stattdessen der Öffentlichkeit zugänglich zu machen. Sie löste sich 1901 auf, als sie den Park an die Stadt Zürich übergab.

## Geschichte
Die Kunstmäzenin Lydia Welti-Escher war die letzte Besitzerin der Villa Belvoir. Nach dem Tod des Industriellen Alfred Escher hatte sie die Villa und Parkanlage geerbt. Schon vor ihrem verfrühten Tod übergab sie die gesamte Anlage an die von ihr gegründete Gottfried-Keller-Stiftung, die sie zur Förderung von Kunst gegründet hatte. Zuständig für die Verwaltung war das Finanzdepartement. Das Grundstück war Teil des Stiftungsvermögens und sollte so verwaltet werden, dass es den Stiftungszweck ermöglichte, nämlich aus den Erträgen des Vermögens bedeutende Werke der bildenden Kunst zu erwerben.
Das Finanzdepartement sah daher vor, den Belvoirpark mitsamt der Villa zu parzellieren und gewinnmaximierend zu verkaufen. Als dies 1890 bekannt wurde, begann die ungewöhnlichste Rettungsaktion in der Geschichte der Zürcher Gärten.

## Gründung und Umsetzung
Arnold Bürkli gründet mit Karl Fierz-Landis und Eduard Guyer-Freuler ein Initiativkomitee und leitete so die Rettung des Belvoirparks ein.[4] Ihr Ziel war es, den Park vor der drohenden Überbauung zu retten. Bürkli hatte seit 1881 die geplante Erweiterung der Zürcher Quaianlagen geleitet, die durch eine Überbauung des Belvoirs stark beeinträchtigt worden wäre. Die Direktion der Quaibauten beauftragte umgehend den damaligen Stadtbaumeister Geiser, die Architekten Gull und Ernst und den Landschaftsgärtner Mertens einen Bericht zu erstellen, der die beste Möglichkeit aufzeigen sollte das Belvoir für öffentliche Zwecke zu sichern und nutzbar zu machen. Dem daraus hervorgegangenen Entwurf, der innerhalb kürzester Zeit und noch im Herbst 1890 ausgearbeitet wurde, war zu entnehmen:
«Wir würden es geradezu für ein Unglück halten, wenn die sich bietende Gelegenheit, diesen prächtigen und schönst gelegenen Park, den Zürich besitzt, für die Allgemeinheit zu retten, unbenutzt vorübergehen würde und wenn der Besitz der gewöhnlichen Bauspekulation zum Opfer fallen müsste. Die Gründe hierfür brauchen wir wohl nicht weiterzuentwickeln, sie liegen auf der Hand und sind in aller Mund.»
Da die Stadt Zürich nicht in der Lage war, das nötige Geld zum Kauf des Belvoirparks aufzubringen, formulierte die Gesellschaft im April 1891 einen mit 45 Unterschriften versehenen Aufruf an die Bevölkerung, Anteilscheine zur Rettung des Parks zu zeichnen. In einer beispiellosen Aktion hatte sie dank Mitwirkung von 150 Personen innerhalb weniger Tage das vorgesehene Gesellschaftskapital von 500'000 Fr. zusammengetragen. Im Mai 1891 kam der Vertrag zur Übernahme des Belvoirs aus der Gottfried-Keller-Stiftung zustande.
Als Teil des Vertrages hatte die Gesellschaft sich dazu verpflichtet, die Auffüllungen für die Quaianlagen entlang des Belvoirgrundstücks vorzunehmen und drei Parkstrassen zu bauen. Aber sie hatte auch das Recht erhalten, einzelne Parzellen zu verkaufen. Durch den Verkauf von 14’000 m² wurde der Seenanschluss definitiv aufgegeben. Eine grössere Zerstörung des Parks konnte aber verhindert werden, indem von ursprünglich geplanten drei Parkstrassen nur eine gebaut wurde.
Als die Stadt Zürich das Belvoir im Jahr 1901 übernehmen konnte, dankte der Stadtrat der Belvoir-Park-Gesellschaft, den «entsetzlichen Verlust des Kleinodes» verhindert zu haben.